# Le relazioni pericolose (serie televisiva)
Le relazioni pericolose (Dangerous Liaisons) è una serie televisiva statunitense ideata da Harriet Warner e prequel dell'omonimo romanzo epistolare di Pierre Choderlos de Laclos del 1782. La serie ha debuttato su Starz il 6 novembre 2022.

## Trama
Parigi, 1783. Pascal Valmont, un cartografo della commissione reale depauperato del suo titolo e della sua eredità dalla matrigna, e Camille, una giovane prostituta, sono una coppia di fidanzati. Quando Pascal le propone di sposarlo per incrementare il loro patrimonio, Victoire, l'amica e cameriera di Camille le esterna tutta la sua diffidenza. Di nascosto da Camille, Pascal conduce una vita segreta dissoluta soddisfando nobildonne in lussuosi appartamenti in affitto. La marchesa Geneviève de Merteuil, la cliente più frequente di Valmont, esige che le sue lettere erotiche le vengano restituite ma lui si rifiuta, conservandole come assicurazione fin quando la marchesa non gli conferirà un titolo. Camille scopre della doppia vita di Pascal, quando trova una delle lettere della marchesa nella sua valigia e i due ne discutono. Avendo origliato la loro conversazione, Victoire si traveste da ragazzo e depreda tutte le lettere nel deposito segreto del cartografo. Dopo aver letto delle numerose conquiste di Pascal, Camille, con il cuore infranto, chiede un'udienza alla marchesa e la ricatta ad accoglierla in società, pretendendo un nuovo guardaroba, identità e formazione. Al teatro d'opera, Merteuil sfida Valmont accusandolo di essere un ricattatore e minaccia di denunciarlo, prima che lei e Camille si godano Die Entführung aus dem Serail di Mozart.

## Episodi
| Stagione       | Episodi | Prima TV USA | Pubblicazione Italia |
| -------------- | ------- | ------------ | -------------------- |
| Prima stagione | 8       | 2022         | 2022                 |

## Personaggi e interpreti

### Principali
- Pascal Valmont, interpretato da Nicholas Denton, doppiato da Gabriele Vender.
Cartografo e fidanzato di Camille che conduce una vita da libertino a sua insaputa, facendo compagnia a donne aristocratiche solitarie.
- Camille, interpretata da Alice Englert, doppiata da Joy Saltarelli.
Prostituta e promessa di Pascal. Dopo aver scoperto le lettere erotiche che Pascal ha inviato alla marchesa de Merteuil, Camille chiede un'udienza da quest'ultima e la ricatta così lei l'accoglie in società e la invita a trasferirsi nel suo palazzo.
- Majordome / Etienne Jubert, interpretato da Hakeem Kae-Kazim, doppiato da Stefano Crescentini.
Maggiordomo dei Merteuil.
- Gabriel Carré, interpretato da Hilton Pelser, doppiato da Gianluca Machelli.
Ufficiale della buoncostume che salva Camille da un cliente e se ne innamora.
- Victoire, interpretata da Kosar Ali, doppiata da Margherita De Risi.
Cameriera e migliore amica di Camille.
- Azolan, interpretato da Nathanael Saleh, doppiato da Lorenzo Crisci.
Giovane servitore di Pascal.
- Ondine, viscontessa de Valmont, interpretata da Colette Dalal Tchantcho, doppiata da Benedetta Degli Innocenti.
Vedova del padre di Pascal che ha ereditato tutti i suoi beni, diseredandolo e riducendolo sul lastrico.
- Rose, interpretata da Mia Threapleton, doppiata da Giorgia Brasini.
Prostituta
- Theo, Chevalier de Saint-Jacques, interpretato da Fisayo Akinade, doppiato da Alex Polidori.
Compositore di opere teatrali e direttore d'orchestra.
- Geneviéve, marchesa de Merteuil, interpretata da Lesley Manville, doppiata da Alessandra Korompay.
Principale cliente di Pascal che viene ricattata da Camille grazie alle lettere, introducendola in società e donandole nuovi abiti e nuova identità. In seguito si suicida per fuggire a un matrimonio vuoto.
- Jean, marchese de Merteuil, interpretato da Michael McElhatton, doppiato da Stefano De Sando.
Marito di Geneviéve e proprietario del club "Il labirinto".
- Jacqueline de Montrachet, interpretata da Carice van Houten, doppiata da Francesca Fiorentini.
Moglie di Henri, in passato ha adottato Camille da un orfanotrofio e l'ha assunta come domestica.
- Henri de Montrachet, interpretato da Tom Wlaschiha, doppiato da Dario Oppido.
Illustre chirurgo e marito di Jacqueline.
- Christine, contessa de Sevigny, interpretata da Lucy Cohu, doppiata da Melina Martello.
Cugina di Geneviéve e madre di Emilie.

### Ricorrenti
- Madame Berthe, interpretata da Maria Friedman, doppiata da Paola Del Bosco.
Proprietaria di una sartoria e sarta della regina Maria Antonietta.
- Eloise de Chalon, interpretata da Kathryn Wilder, doppiata da Raffaella Castelli.
Spettatrice all'opera.
- Maurice, conte de Sevigny, interpretato da Christian McKay.
Marito di Christine e padre di Emilie.
- Emilie de Sevigny, interpretata da Agnes O'Casey, doppiata da Valentina Stredini.
Figlia di Christina e promessa sposa al marchese de Merteuil dopo la morte di Geneviéve.
- Suzette, interpretata da Matilda Tucker.
- Prévan, visconte di Valmont, interpretato da Ahmed Elhaj.
Scapolo più ambito di Parigi, figlio di Ondine e fratellastro di Pascal.

### Guest star
- Madame Jericho, interpretata da Clare Higgins, doppiata da Aurora Cancian.
Maîtresse del bordello in cui lavorano Camille e Rose.
- Florence de Régnier, interpretata da Paloma Faith, doppiata da Sarah Nicolucci.
Cliente di Pascal.
- Maria Antonietta, interpretata da Antonia Campbell-Hughes.
Regina di Francia.
- Emile, interpretato da Matthew Steer, doppiato da Davide Albano.
Cartografo e collega di Pascal.
- Chevalier Danceny, interpretato da Dimitri Gripari.
Insegnante di musica di Emilie.
- Antoine, interpretato da Miltos Yerolemou.
Mesmerista e rivoluzionario.

## Produzione

### Sviluppo
Nel novembre 2013 è stato annunciato che Christopher Hampton avrebbe adattato Le relazioni pericolose di Pierre Choderlos de Laclos, con Colin Callender e Tony Krantz come produttori esecutivi e BBC come rete televisiva per il Regno Unito. Nel luglio 2019 Starz ha avviato la produzione della serie con Harriet Warner come showrunner e sceneggiatrice ma senza il coinvolgimento di BBC e Hampton solo come produttore esecutivo. Nel novembre 2022, Starz ha rinnovato la serie per una seconda stagione, ma a causa dei bassi ascolti, nel mese seguente è stata cancellata.

### Casting
Nel maggio 2021 Alice Englert e Nicholas Denton vengono annunciati nel cast nel ruolo di protagonisti. Nel giugno seguente, Lesley Manville, Carice van Houten, Paloma Faith, Michael McElhatton, Kosar Ali, Nathanael Saleh, Hakeem Kae-Kazim, Hilton Pelser, Mia Threapleton, Colette Dalal Tchantcho, Lucy Cohu, Fisayo Akinade, Maria Friedman e Clare Higgins si uniscono al cast della serie.

### Riprese
La lavorazione è iniziata a Praga nel maggio 2021.

## Distribuzione
Negli Stati Uniti la serie è stata trasmessa su Starz dal 6 novembre al 25 dicembre 2022. In Italia è stata resa disponibile sulla piattaforma di streaming Lionsgate+ dal 6 novembre 2022 al 1º gennaio 2023.

### Edizione italiana
La direzione del doppiaggio è a cura di Gianni Giuliano, su dialoghi di Barbara Nicotra, per conto di VSI Rome.

## Accoglienza

### Critica
La serie ha ricevuto recensioni miste dalla critica. Rotten Tomatoes riporta il 47% delle recensioni professionali positive basato su 15 critiche. Il consenso critico del sito web indica: «Mentre Alice Englert e Nicholas Denton creano un duo pericoloso in modo convincente, questo prequel dell'apprezzato romanzo sembra troppo studiato per risvegliare il fuoco della passione.» Metacritic, invece, ha assegnato un punteggio di 57 su 100 basato su 9 recensioni, indicando "recensioni miste".